# Bethany (Illinois)
Pour les articles homonymes, voir Bethany.
Bethany est un village situé au nord du comté de Moultrie dans l'Illinois, aux États-Unis,. Il est incorporé le 6 octobre 1877.

## Démographie
Lors du recensement de 2010, le village comptait une population de 1 352 habitants. Elle est estimée, en 2017, à 1 275 habitants.

### Source de la traduction
- (en) Cet article est partiellement ou en totalité issu de l’article de Wikipédia en anglais intitulé « Bethany, Illinois » (voir la liste des auteurs).